# Déclaration de Delimkhanov, député à la Douma d'État, annonçant qu'il allait couper des têtes
 (octobre 2024).

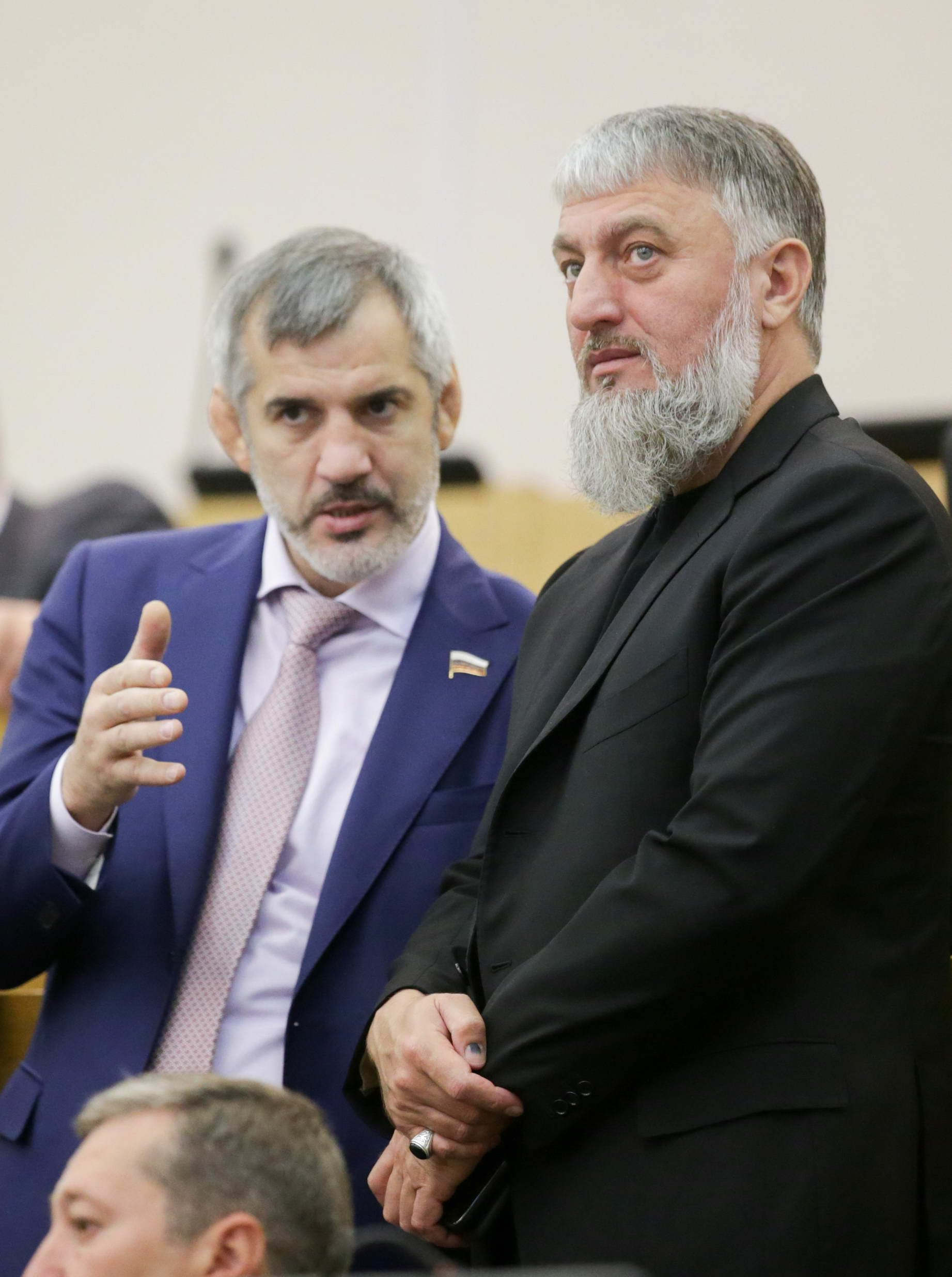
Adam Delimkhanov (à droite).

Le 1er février 2022, le député tchétchène à la Douma d'État, membre de la faction "Russie unie" Adam Delimkhanov (en), a promis, en direct sur Instagram en langue tchétchène, de décapiter les membres de la famille du juge Saida Yangulbaev. Cette déclaration a été faite après que le chef de la Tchétchénie, Ramzan Kadyrov, ait proféré des menaces contre la famille Yangulbayev,.

## Contexte
« L'affaire Yangulbaev » est le nom conventionnel du scandale sociopolitique qui a éclaté en Russie en janvier 2022, lorsque l'avocat du « Comité contre la torture » Abubakar Yangulbaev a annoncé la disparition de plusieurs dizaines de ses proches en Tchétchénie. Peu de temps après, le 20 janvier 2022, les forces de sécurité tchétchènes ont emmené de force sa mère, Zarema Musaeva, épouse d'un juge fédéral à la retraite, de Nijni Novgorod à Grozny, où elle est devenue accusée dans une affaire pénale et a été envoyée dans un centre de détention provisoire. Le frère d'Abubakar, Ibrahim, a été inscrit sur la liste fédérale des personnes recherchées, son père et sa sœur ont quitté précipitamment la Russie.

## Déclaration de Delimkhanov
Le député de la Douma d'État Adam Delimkhanov a déclaré une vendetta contre les Yangulbaev. Le 1er février 2022, dans un live diffusé en direct sur Instagram en langue tchétchène, il a promis de décapiter les membres de la famille Yangulbaev,. La traduction russe publiée par la chaîne Telegram tchétchène 1ADAT utilise le mot "couper" : ” Sachez que jour et nuit, sans épargner nos vies, nos biens et notre progéniture, nous vous persécuterons jusqu'à ce que nous vous coupions la tête et que nous vous tuions », et précise que ces menaces s'appliquent non seulement aux membres de la famille Yangulbayev, mais également à ceux qui traduiraient la vidéo en russe. La traduction publiée sur le site Internet de la chaîne russe de la BBC utilise le mot « arracher » : « Ne connaissant aucun repos, jour et nuit, nos corps, nos âmes, nos biens, notre progéniture seront à vos trousses. Nous vous arracherons la tête, nous nous acharnerons sur vous, nous vous tuerons ». Mediazona donne également une traduction similaire du mot : « Il faut que vous sachiez que, jour et nuit [sans épargner] nos corps, nos âmes, nos maisons... Nos descendants recevront l'instruction de vous arracher la tête, de travailler sur vous, de vous tuer ». Un locuteur tchétchène anonyme a également déclaré à Mediazona que Delimkhanov n'avait probablement pas menacé les interprètes potentiels, mais qu'il avait éventuellement coupé sa phrase et était revenu aux menaces adressées aux Yangulbayev.

## Réaction du public
Le chef du groupe « Russie juste », Sergueï Mironov, a appelé le parquet à évaluer les propos de Delimkhanov et a enjoint au FSB d'assurer la sécurité de la famille du juge à la retraite. Le journaliste Alexandre Nevzorov a qualifié l'incident de honte, a attiré l'attention sur le fait qu'il n'y avait eu aucune réaction à la déclaration de Delimkhanov de la part des députés, Bastrykin, du bureau du procureur, des propagandistes, des moralistes, des dénonciateurs de l'extrémisme, Jirinovski, Mizulina, et a attiré l'attention sur le manque d'État de droit dans la fédération de Russie, la fragilisation toujours plus terrifiante, des droits et des libertés. La directrice d'Amnesty International pour l'Europe de l'Est et l'Asie centrale, Marie Struthers, a appelé à une enquête indépendante sur les menaces de mort émises contre la famille Yangulbaev et à l'assurance de leur protection.

## Réaction des autorités russes
Le 2 février 2022, l'attaché de presse du président russe Dmitri Peskov a refusé d'évaluer les déclarations du député à la Douma d'État Adam Delimkhanov concernant les menaces proférées à l'égard de la famille Yangulbaev. Celui-ci a renvoyé la question au comité d'éthique de la Douma.

## D'un point de vue juridique
La menace de meurtre dans le Code pénal de la fédération de Russie est qualifiée conformément à l'article 119.